# 李哲人
李哲人（1910年—1969年1月13日），山西省临猗县人。中华人民共和国政治人物。
1931年参加革命，毕业于运城第二师范学校、参加一二九运动，是中华民族解放先锋队主要负责人之一。抗日战争时期，曾任太岳军区四军分区政治委员、地委书记等职。第二次国共内战期间，担任中共中央华北局政策研究室主任。历任华北事务部农业组组长。1952年，任华北行政委员会贸易局局长。1953年，改任对外贸易部副部长、商业部副部长、国家经济委员会副主任。1964年，任物资管理部副部长。文化大革命期间受到迫害，因癌症于1969年1月13日逝世。